# Ronald Hicks

Wappen von Ronald Hicks

Wappen von Ronald Hicks als Weihbischof in Chicago

Ronald A. Hicks (* 4. August 1967 in Chicago) ist ein US-amerikanischer Geistlicher und römisch-katholischer Bischof von Joliet in Illinois.

## Leben
Ronald Hicks empfing am 21. Mai 1994 das Sakrament der Priesterweihe.
Am 3. Juli 2018 ernannte ihn Papst Franziskus zum Titularbischof von Munatiana und zum Weihbischof in Chicago. Der Erzbischof von Chicago, Blase Joseph Kardinal Cupich, spendete ihm am 17. September desselben Jahres die Bischofsweihe; Mitkonsekratoren waren die emeritierten Weihbischöfe in Chicago, Francis Kane und George Rassas.
Am 17. Juli 2020 ernannte ihn Papst Franziskus zum Bischof von Joliet in Illinois. Die Amtseinführung erfolgte am 29. September desselben Jahres.